# Панин, Василий Петрович
Василий Петрович Панин  (1896 год, Большой Хохол, Нижнедевицкий уезд Воронежская губерния, Российская империя — 23 февраля 1944 года, Рогачёв, Украинская ССР, СССР) — участник Великой Отечественной войны, гвардии полковник, командир 110-й отдельной Калмыцкой кавалерийской дивизии.

## Биография
Родился в 1896 году в крестьянской семье в селе Большой Хохол Нижнедевицкого уезда (сегодня — Панинский район) Воронежской губернии. В 15-летнем возрасте вместе с отцом отправился на заработки в Воронеж. В 1913 году переехал в Ростов-на-Дону, где работал в порту. В 1914 году был призван в императорскую армию и участвовал в сражениях Первой мировой войны.
В годы Гражданской войны командовал эскадроном в 1-м Красногусарском полку отдельной Заволжской Красногусарской бригады. Участвовал в боях против отрядов Махно. В 1922 году вступил в ВКП(б). До 1924 года участвовал в боях против белогвардейцев на Дальнем Востоке. С 1924 года обучался кавалерийских курсах в Ленинграде.
В 1929 году принял командование 23-м кавалерийским полком 4-й Донской казачьей дивизии в Ленинградском военном округе. В 1932 году 23-й кавалерийский полк был переведён в Слуцк в Белорусский военный округ. С 1933 года по 1935 год обучался в особой группе в Военной академии имени Фрунзе. В феврале 1936 года был назначен командиром Отдельной Бурят-Монгольской кавалерийской бригады, которая располагалась в Улан-Удэ. В 1936 году был удостоен звания полковника. В августе 1938 года был назначен Терского военного конного завода, который находился в городе Минеральные Воды. С августа 1940 года преподавал тактику конницы в Военной академии имени Фрунзе. В январе 1942 года по ходатайству генерал-инспектора кавалерии О. И. Городовикова принял командование 110-й отдельной Калмыцкой кавалерийской дивизией, которая в мае 1942 года была введена в состав действующей армии.
В сентябре 1942 года был назначен командиром 30-й Краснознамённой кавалерийской дивизии, которая вместе с 110-й отдельной Калмыцкой кавалерийской дивизией участвовала в сражениях во время Моздокско-Малгобекской оборонительной операции. С декабря 1942 года был начальником штаба 5-го гвардейского Донского казачьего кавалерийского корпуса. В апреле 1943 года был назначен заместителем командира по строевой части 15-го кавалерийского корпуса, который выполнял ответственную задачу в Иране. С сентября 1943 года был заместителем командира 41-го стрелкового корпуса.
В феврале 1944 года участвовал в сражении около города Рогачёв в Белоруссии. Скончался от тяжёлого ранения 23 февраля 1944 года и был похоронен в пионерском саду города Рогачёв.

## Награды
- Орден Ленина (3.06.1944, посмертно)
- 2 ордена Красного Знамени (1924[1], 1943)
- Орден Знак Почёта (1943)
- Орден Отечественной войны I степени.